# Томонд Парк
Томонд Парк је стадион у граду Лимерику, у Републици Ирској и дом је двоструког шампиона Европе Манстера. Капацитет овог стадиона је 25.630 седећих места, а столице су црвене боје. Стадион је познат у рагби по фантастичној атмосфери коју праве навијачи, али и култури да ћуте када рагбиста шутира на гол. Конрад Смит један од најбољих центара са јужне хемисфере, рекао је да би радо прешао у Манстер само да би имао част да осети атмосферу на Томонд Парку. На овом стадиону одиграна је једна утакмица светског првенства у рагбију 1999, између Аустралије и САД. Поједине тест мечеве репрезентација Ирске је одиграла на овом стадиону.